# باول ويغنر
باول ويغنر (بالألمانية: Paul Wegener )‏ (و. 1874 – 1948 م) هو مخرج أفلام، وممثل مسرحي، وممثل أفلام، وكاتب سيناريو ألماني، ولد في بروسيا الغربية، توفي عن عمر يناهز 74 عاماً.

## وصلات خارجية
- باول ويغنر على موقع IMDb (الإنجليزية)
- باول ويغنر على موقع مونزينجر (الألمانية)
- باول ويغنر على موقع ألو سيني (الفرنسية)
- باول ويغنر على موقع ميوزك برينز (الإنجليزية)
- باول ويغنر على موقع أول موفي (الإنجليزية)
- باول ويغنر على موقع قاعدة بيانات الأفلام السويدية (السويدية)
- باول ويغنر على موقع قاعدة بيانات الفيلم (الإنجليزية)
- باول ويغنر على موقع كينوبويسك (الروسية)